# Бариловщина (Хорольский район)
Бариловщина (укр. Барилівщина) — село,
Ялосовецкий сельский совет,
Хорольский район,
Полтавская область,
Украина.
Код КОАТУУ — 5324888203. Население по переписи 2001 года составляло 6 человек.

## Географическое положение
Село Бариловщина примыкает к селу Орликовщина.

## История
После 1912 года Бариловщина отделилась от Орликовщины